# هنوز زنده‌است
«هنوز زنده‌است» (به انگلیسی: Still Alive) آهنگی است که در تیتراژ پایانی بازی پورتال در سال ۲۰۰۷ به نمایش درآمد. آهنگسازی و تنظیم آن توسط جاناتان کولتون انجام شد و توسط الن مک‌لین در نقش گلادوس که آنتاگونیست بازی بود، اجرا شد. این آهنگ در جلسه ای بین دو توسعه دهنده ولو و کولتون مبنی بر نوشتن آهنگی برای این شرکت ایجاد شد، که کلتون پذیرفت زیرا او از طرفداران سری بازی نیمه‌عمر بود، که در همان دنیای بازی پورتال جریان دارد. این آهنگ در ۲۱ دسامبر ۲۰۰۷ در موسیقی متن جعبه نارنجی منتشر شد، همراه با میکس انحصاری که در بازی شنیده نشد.
در بازی این آهنگ روی یک کنسول کامپیوتری است نمایش داده می‌شود و پس از شکست گلادوس توسط چل، قهرمان بازی، با اشعاری نشان می‌دهد که گلادوس در واقع «هنوز زنده‌است» پخش می‌شود. این آهنگ به دلیل طنزش و کیفیت اجرایش مورد تحسین قرار گرفت. هنوز زنده‌است در چندین سالن، از جمله در پرس استارت: سمفونی بازی‌ها سال ۲۰۰۹ در ژاپن به نمایش درآمده است. همچنین به عنوان یک آهنگ قابل دانلود رایگان برای سری راک بند (به انگلیسی: Rock Band) که در ابتدا در ۱ آوریل ۲۰۰۸ منتشر شد. نسخه ضبط‌ شده‌ای با سارا کوین در آلبوم قلب مصنوعی کولتون در سال ۲۰۱۱ ظاهر می‌شود.